# Saint-Aubin-Fosse-Louvain
 Saint-Aubin-Fosse-Louvain  es una población y comuna francesa, en la región de Países del Loira, departamento de Mayenne, en el distrito de Mayenne y cantón de Gorron.

## Demografía
| 540 | 454 | 393 | 324 | 290 | 252 |
| Para los censos de 1962 a 1999 la población legal corresponde a la población sin duplicidades (Fuente: INSEE [Consultar]) |     |     |     |     |     |